# La Pointe de la Hève, Sainte-Adresse
La Pointe de la Hève, Sainte-Adresse è un dipinto di Claude Monet. Eseguito nel 1864, è conservato nella National Gallery di Londra.

## Descrizione
Si tratta di una veduta della spiaggia di Sainte-Adresse, vicino a Le Havre. Le pennellate testimoniano il minuzioso impegno di Monet nella resa della superficie della spiaggia e del mare, e della consistenza delle nuvole nel cielo. Il dipinto è inoltre una notevole prova dello studio delle vibrazioni della luce nella pittura en plein air. 